# Fitiuta County
Fitiuta County är ett county i Amerikanska Samoa (USA).   Det ligger i distriktet Manuadistriktet, i den östra delen av landet, 140 km öster om huvudstaden Pago Pago. Fitiuta County ligger på ön Ta‘ū Island.